# Принципи регулювання
При́нципи регулюва́ння — у системах автоматичного регулювання.
Побудова апаратури керування і автоматичних систем основується на ряді загальних принципів регулювання, основні з яких такі:
- принцип регулювання за відхиленням,
- принцип регулювання за збуренням,
- принцип комбінованого регулювання,
- принцип адаптації.

Принцип автоматичного регулювання (керування) визначає, як і на основі якої інформації формувати керуючий вплив у системі. Однією з основних ознак, що характеризують принцип регулювання, є необхідна для вироблення керуючого впливу робоча інформація. Вибір принципу побудови автоматичної системи залежить від її призначення, характеру зміни задавальних і збурювальних впливів, можливостей отримання необхідної робочої інформації, стабільності параметрів керованого об'єкта і елементів керуючого пристрою і т.ін.